# Curse de galop

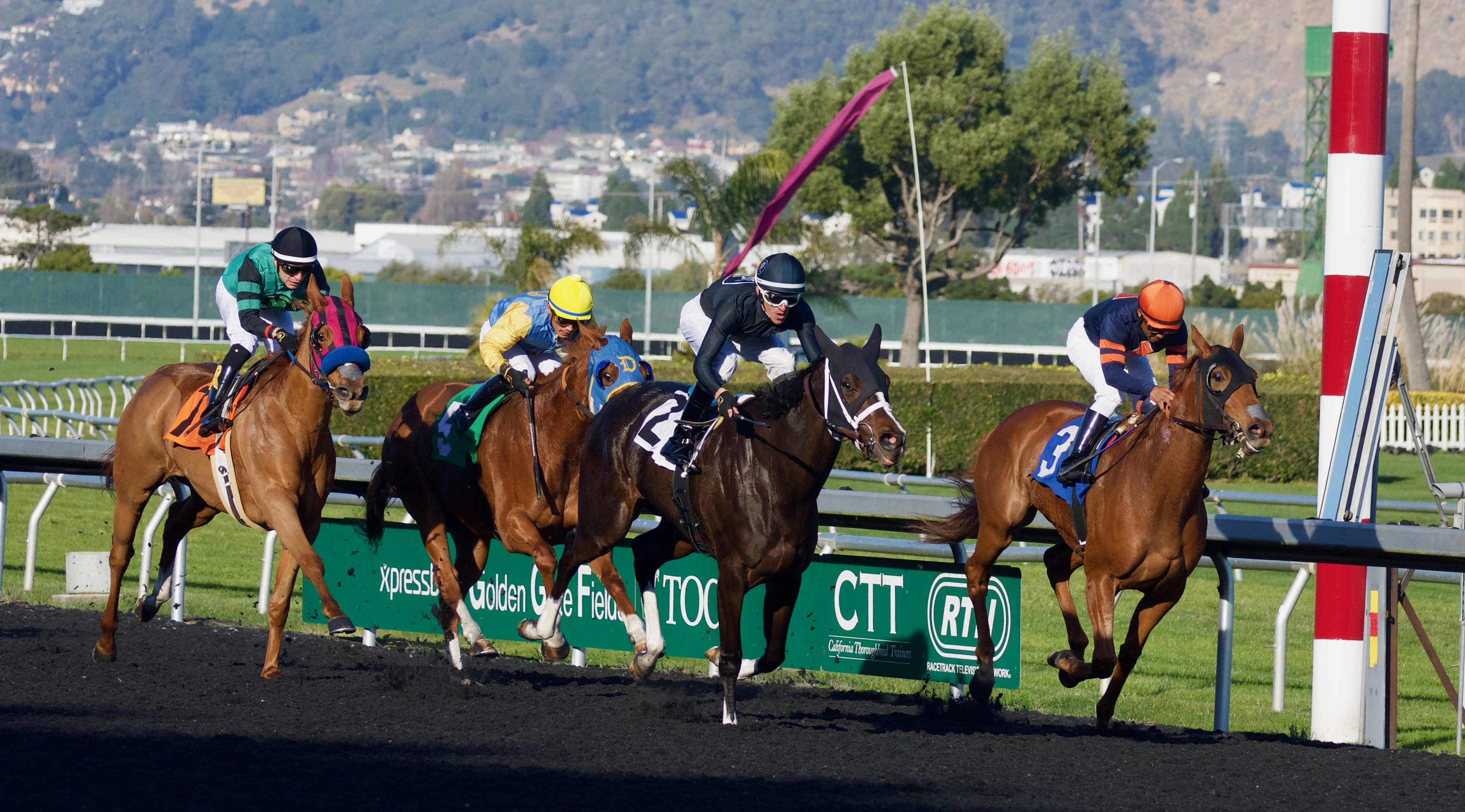
Cursă de galop la hipodromul Golden Gate Fields în California

O cursă de galop (engleză Flat racing, franceză Course de plat) reprezintă o cursă de cai, în cadrul căreia doi sau mai mulți cai, încălecați de către călăreți numiți jochei, parcurg la galop o distanță prestabilită pe un hipodrom. Spre deosebire de cursele de trap la care driverul de cele mai multe ori se află într-un atelaj ușor numit sulky, un jocheu întotdeauna ghidează calul stând în șa pe spatele său. Cursele de galop diferă de steeple-chase sau cros prin faptul că cuplul cal-călăreț nu trebuie să parcurgă careva obstacole. 
Cursele de galop reprezintă cea mai veche întrecere între cai, atât în România, cât și în restul lumii. Cursele de galop, cunoscute ca și “sportul regilor”, au o istorie impresionantă care a început în Grecia antică și pe vremea Imperiului Roman. 
Primele curse de galop pentru care s-au păstrat date au fost în Anglia pe la 1538 – 1540,dar, într-o formă organizată și sub un regulament bine stabilit, “sportul regilor” avea să-și înceapă adevărata cursă abia în a doua parte a secolului al XVIII-lea, după ce s-a înființat The Jockey Club (1750, Anglia). Cea mai importantă întrecere între cai, The Derby, avea să se alerge prima dată în mai 1780 la Epsom, în Anglia.

## Curse de galop în România
în România, primele date despre cursele de galop apar la Iași undeva pe la mijlocul secolului al XIX-lea. În anul 1847 Prințul Suțu a publicat o broșură/carte denumită „Despre Hipodromie sau alergări de cai și despre folosurile însemnătoare, cele ce ne aduc la îmbunătățirea soiului cailor în Moldova”. Din această lucrare aflăm că, “încă de la 1841, Prea Înaltul Domn Mihalache (Mihail) Sturdza prin întăritura anaforală a statului cârmuitor cu nr. 51, încuviința statornicirea de Hipodromii la Iași, Fălticeni și Galați, precum și premii pentru caii care se vor deosebi în alergări.” Însă, documentul care atestă primele alergări de cai organizate din România datează din 21 iunie 1851. Acest document se află în “Manualul administrativ al Moldovei, vol. 1, pg. 445, anaforala statului (311) din 21 iunie 1851, înalt încuviințată de Domnul Grigore Ghica”, din care aflăm că:
- deja era un comitet al Societății pentru îmbunătățirea creșterii cailor;
- că locul de alergare era moșia târgului (din Iași) dată în folosință fără plată;
- și că din visterie (casa de rezervă) s-au dat în 1851 premii în valoare de 9.500 lei pentru armăsari și iepe de loc, din zona Iașiului și împrejurimi (Moldova).

Alergări de cai mai reușite au fost organizate de prințul Suțu în perioada anilor 1857, urmând ca în 1862, tot la Iași, să se înființeze, cu ajutorul și sub patronajul domnitorului Alexandru Ioan Cuza, primul Jockey Club și să apară chiar “Programul alergărilor de cai”. Prin urmare, anul 1862 este primul an hipic cu adevărat. În perioada anilor 1865 aveau să se organizeze și la București primele alergări de cai, dar abia după 1870 s-au organizat curse mai reușite, meritul aparținând generalui I. E. Florescu.
Tocmai în 1875 și datorită înființării Jockey-Club Român, aveau să se organizeze cele mai importante curse de galop. Anul 1875 devine un an de referință în istoria curselor de galop din România datorită înființării Jockey-Club Român și datorită organizării primului Derby Român. De asemenea, tot în 1875, mai exact pe 12 octombrie, s-a organizat primul Premiu Jockey Club Arhivat în 23 august 2020, la Wayback Machine. și primul Premiu al Domnitorului (viitorul Premiu Regal). Aceste alergări de cai s-au desfășurat în zona Cotroceni și în zona Colentina, acolo fiind primele locuri din București amenajate pentru întrecerile între cai.
În perioada următoare, 1881-1882, Jockey Club Român a construit primul hipodrom din București pe care l-a denumit “Hipodromul Băneasa”, deoarece era amplasat lângă comuna Băneasa (actualul cartier Băneasa), la rondul al 3-lea (actuala Piața Presei Libere). Doar prin selecția făcută în alergări oficiale cu public la Hipodromul Băneasa rasa pursânge englez s-a îmbunătățit și cursele de galop s-au dezvoltat, România ajungând la un moment dat cea mai bună țară la curse de galop din centrul și estul Europei.
Distanțele pe care se desfășurau cursele de galop la Hipodromul Băneasa erau între 800 m și 3200 m. Cea mai importantă alergare a fost încă de la început Derby Român, care s-a alergat pe distanțele de 2000 m (1875-1885) și 2200 m (1886-1895), iar începând din 1896 s-a alergat pe distanța clasică de 2400 m. Cel care a câștigat cele mai multe Derby-uri și cele mai multe curse de galop din istorie a fost Alexandru Marghiloman, supranumit și “părintele hipismului românesc”.
Primul cal sur (gri) care a câștigat un Derby Român a fost Argeș al lui Alexandru Marghiloman în 1901. Tot Alexandru Marghiloman a dat României cel mai bun cal de curse din istorie, pe Zori de zi, câștigătorul Derby-ului Român din 1913 și a tuturor curselor în care a alergat. În Derby-ul Român din anul 1934 s-a înregistrat primul “dead-heat”, câștigătorul acelei curse fiind ales la decizie. Dintre cei cinci comisari de sosire, trei l-au văzut câștigător pe Toiag al generalului G. Moruzi.
Dintre cele 82 de ediții a celei mai importante curse de galop (Derby Român), 64 au fost câștigate de armasări și 18 de iepe; prima și ultima ediție fiind câștigate de iepe. Dintre cei 82 de cai câștigători ai Derby-ului, au fost 52 de murgi, 5 murgi închiși, 21 roibi, 3 suri și 1 negru.
Între 1923 și 1937 s-au desfășurat curse de galop și pe pista de nisip a Hipodromului Floreasca, fiind un adevărat test pentru campionii de pe iarba Hipodromului Băneasa. Cursele  de galop nu se desfășurau doar la București, ci și la Iași, Constanța, Timișoara, Craiova și Cluj-Napoca. Anual, doar la București, se desfășurau aproximativ 260-270 de curse, iar în perioada anilor 1940 erau aproximativ 1000 de cai pursânge englez în antrenament.

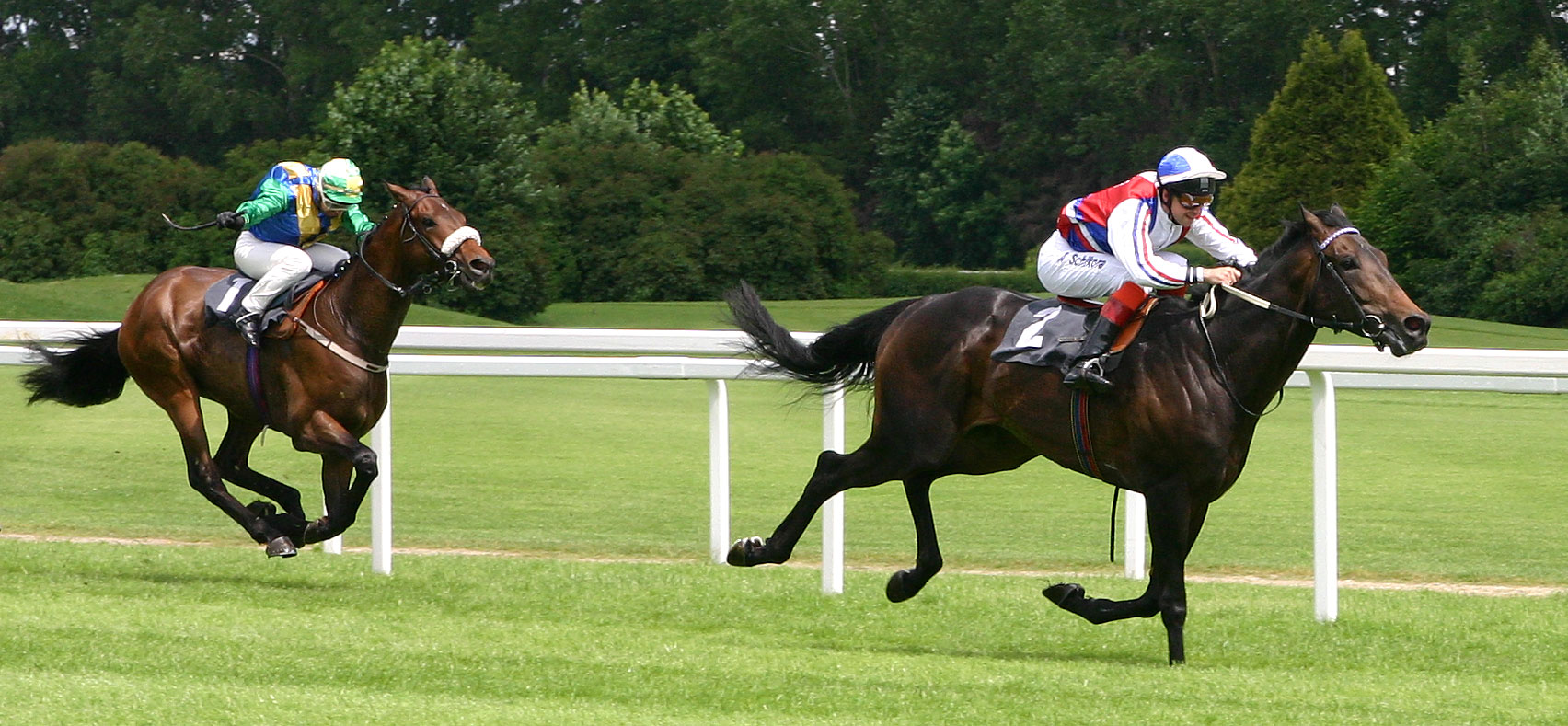
Cursă de galop

Curse de galop s-au organizat până în toamna anului 1960, când a început demolarea Hipodromului Băneasa. A urmat o pauză de 35 de ani, iar începând cu 1996 s-au organizat timid din nou curse de galop, de data aceasta la Hipodromul Mangalia. Jockey-Club Român a organizat curse mai reușite în perioada anilor 2000 (1999-2001), reușind chiar organizarea Alergării Derby-ului și a Premiului Jockey Club.
A urmat o nouă pauză, iar începând cu 2017-2018, Federația Hipică Română, Asociața Română a Calului Arab de Curse (A.R.A.C) și Galop România au încercat să dea restartul curselor de galop, iar din vara anului 2018 au rămas Federația Hipică Română și A.R.A.C. să organizeze curse de galop la noul Hipodrom Ploiești (cu toate că singura societate/instituție recunoscută internațional și afiliată la I.F.H.A. este Jockey Club Român).